# Cínovec

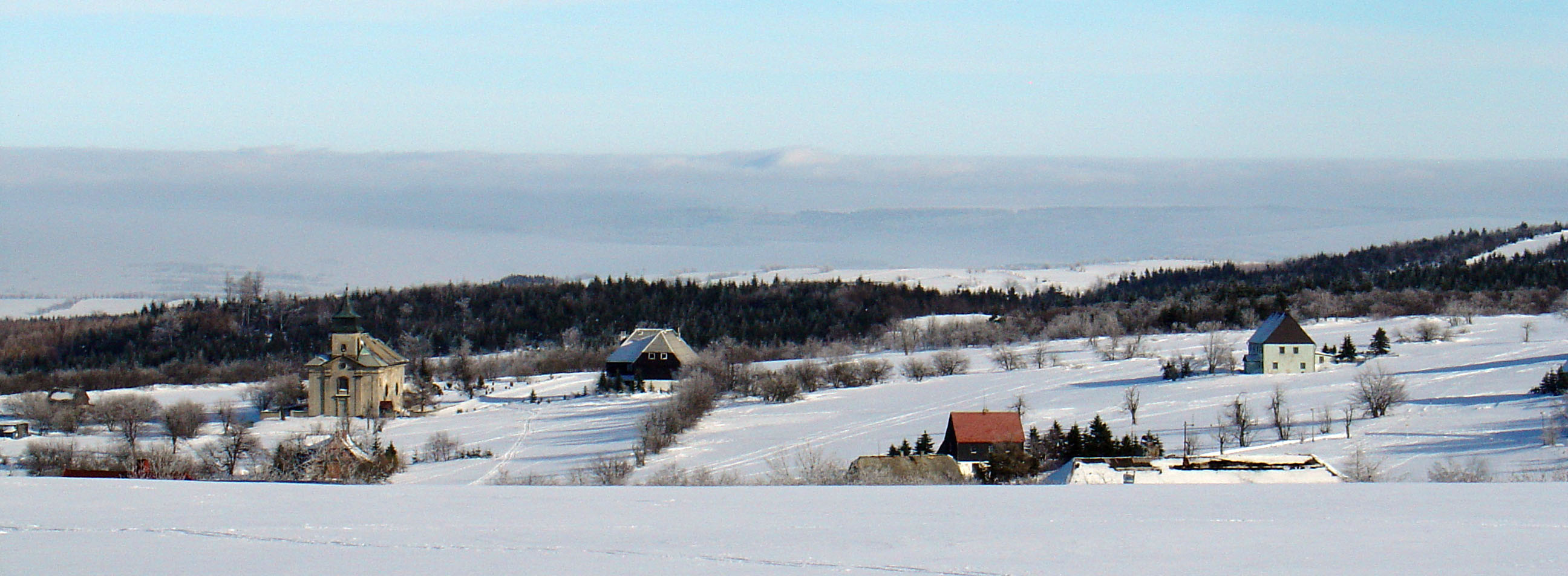
Blick nach Vorderzinnwald

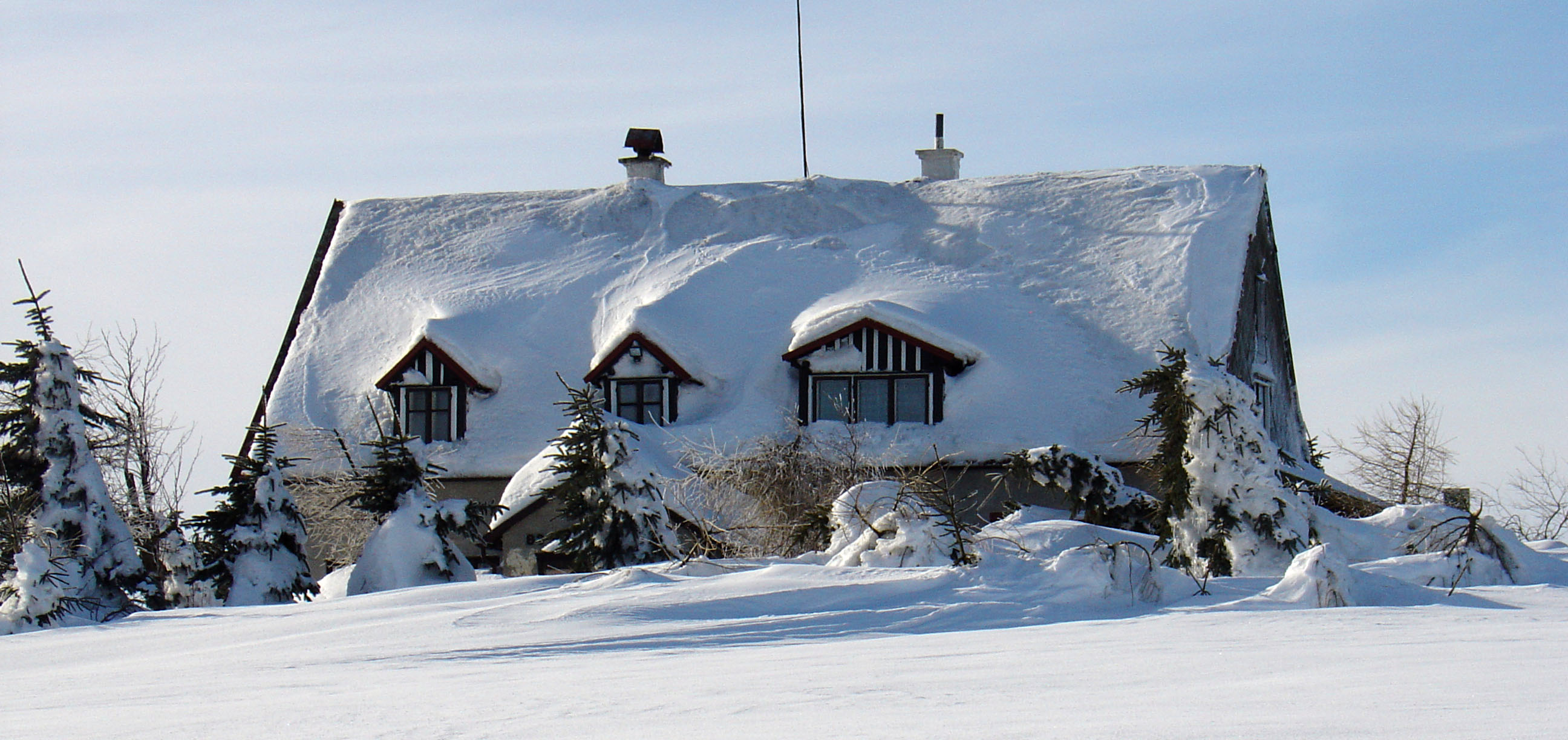
Ortstypisches Gebirgshaus

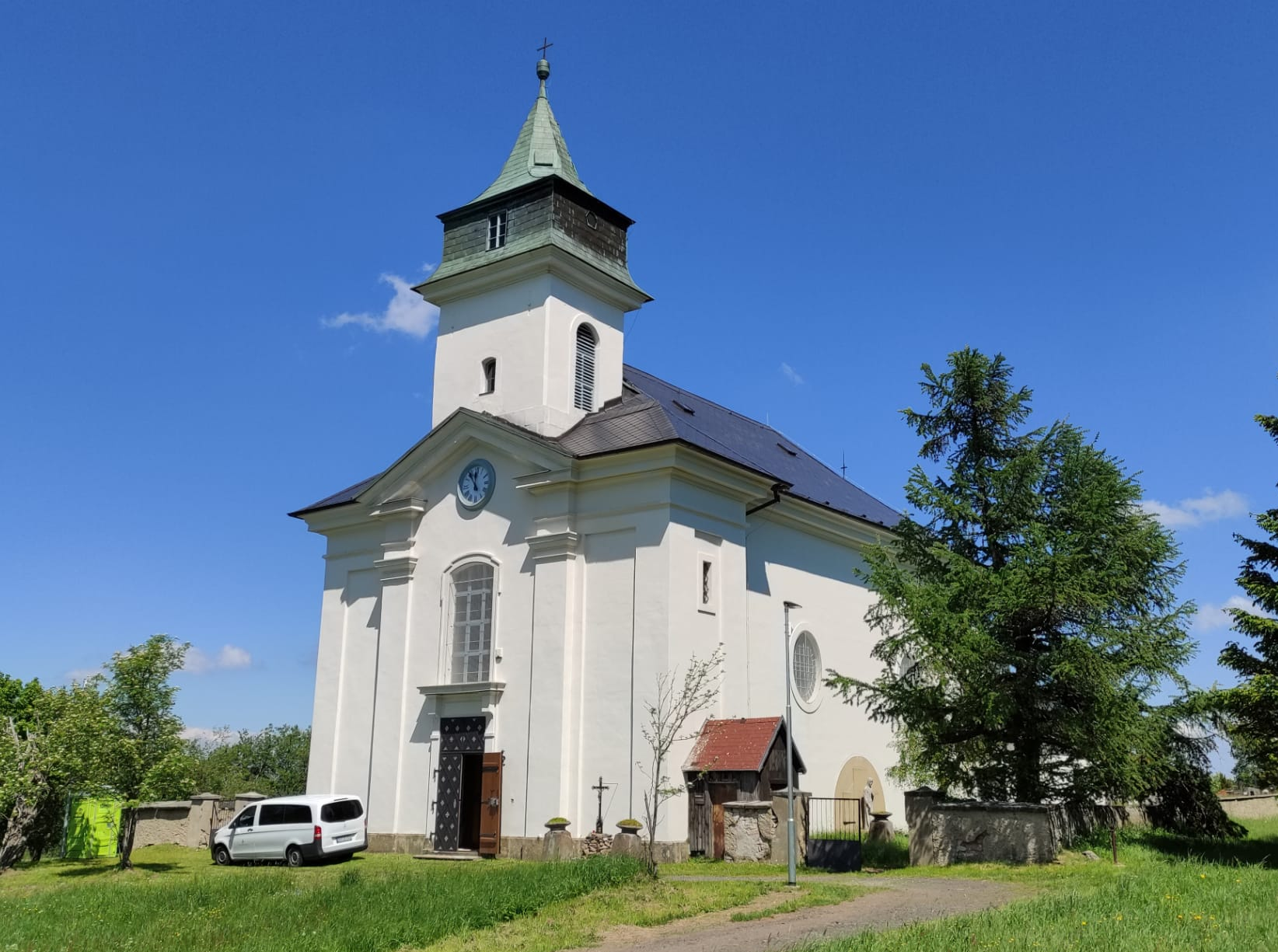
Kirche Mariä Himmelfahrt

Cínovec (tschechisch früher Cinvald, deutsch Böhmisch Zinnwald) ist ein Ortsteil der Stadt Dubí in Tschechien. Besiedelt ist heute nur noch Zadní Cínovec (Hinterzinnwald), das fünf Kilometer östlich gelegene und ebenfalls zum Kataster gehörende Přední Cínovec (Vorderzinnwald) wurde nach dem Zweiten Weltkrieg zerstört und abgerissen.

## Geographie
Cinovec ist ein Dorf im Norden der Tschechischen Republik im Erzgebirge. Es liegt in etwa 810–880 m ü. M. und grenzt an Fürstenau, Fojtovice (Voitsdorf) und Zinnwald. Cinovec liegt an der Fernstraße zwischen Teplice und Dresden Silnice I/8.

## Geschichte

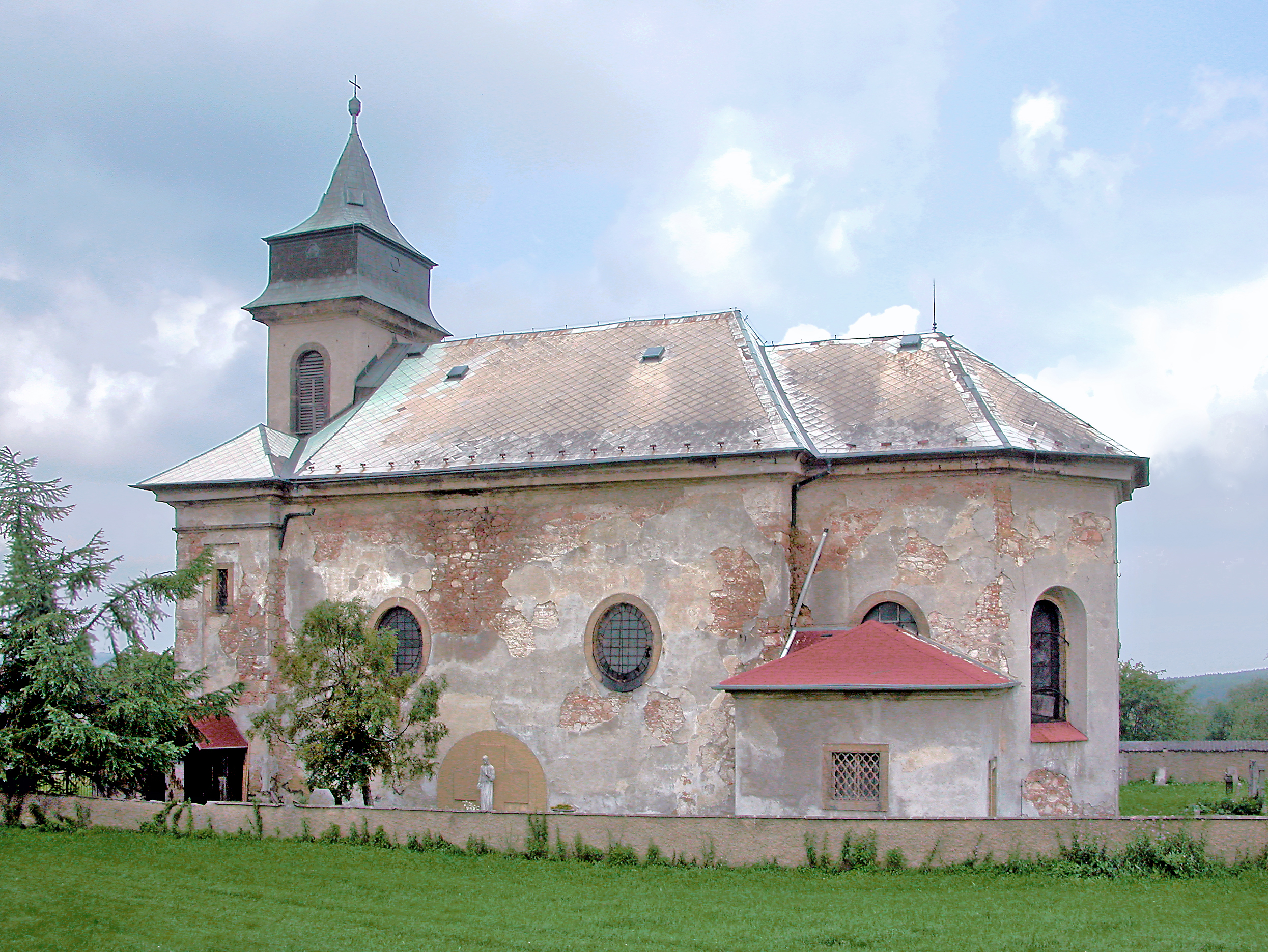
Kath. Kirche Maria Himmelfahrt, Cinovec

Der Ort entstand aus der Zusammenlegung mehrerer bergmännischer Ansiedlungen auf beiden Seiten der heutigen Staatsgrenze zwischen Tschechien und Deutschland. Auf deutscher Seite liegt der Ortsteil Zinnwald-Georgenfeld der Stadt Altenberg. Böhmisch Zinnwald umfasst hingegen die ehemaligen Gemeinden Vorderzinnwald und Hinterzinnwald. Vorderzinnwald, das nach 1945 verfiel und in den 1950er Jahren vollständig abgerissen wurde, war der älteste Teil von Zinnwald. Seine erste bergmännische Besiedlung fällt in das 13. Jahrhundert.
Der genaue Zeitpunkt der Gründung von „Cynwald“ ist unbekannt. In einer Chronik der Meissner Markgrafen soll als Gründungsjahr 1134 genannt sein. Auf der Suche nach weiteren Zinnvorkommen drangen Bergleute von Graupen über Siebengiebel, Raubschloß und Totes Kind in den Zinnwälder Raum vor. Das gesamte Gelände nordwestlich der Stadt Graupen bis Moldava hieß ursprünglich der „Zinnwald“. 1432 soll nach unbestätigten Meldungen eine Köhlerhütte in Vorderzinnwald existiert haben. Seine erste urkundliche Erwähnung fand Zinnwald 1378. Der Ort ist ein typisches Beispiel einer Streusiedlung. Am Tag von Eger, dem 25. April 1459, wurde der Grenzverlauf neu geregelt, und Zinnwald wurde meißnisch und somit sächsisch. Der dabei beschlossene Grenzverlauf ist einer der ältesten heute noch gültigen in Mitteleuropa. Seit dieser Zeit gehört Zinnwald zur Herrschaft Lauenstein der Familie von Bünau.
Bis 1946 wurde der größte Teil der deutschböhmischen Bevölkerung vertrieben, wodurch die Einwohnerzahl stark sank. Dank des (bis 1990) weitergeführten Bergbaues auf Zinn- und Wolframerze und des Straßengrenzüberganges blieb die Ansiedlung im Gegensatz zu den benachbarten Orten erhalten.
Heute liegt die wirtschaftliche Bedeutung des Ortes ausschließlich im Tourismus. Neben einigen Hotels und Restaurants befindet sich im Ort auch eine Spielbank. Cínovec liegt am Europäischen Fernwanderweg E3 und der Erzgebirger Skimagistrale.

## Entwicklung der Einwohnerzahl
| Jahr | Einwohnerzahl |
| ---- | ------------- |
| 1869 | 1265          |
| 1880 | 1274          |
| 1890 | 1160          |
| 1900 | 1188          |
| 1910 | 1337          |

| Jahr | Einwohnerzahl |
| ---- | ------------- |
| 1921 | 1479          |
| 1930 | 1310          |
| 1950 | 549           |
| 1961 | 337           |
| 1970 | 247           |

| Jahr | Einwohnerzahl |
| ---- | ------------- |
| 1980 | 153           |
| 1991 | 84            |
| 2001 | 69            |
| 2011 | 123           |

## Sehenswürdigkeiten
- Grenzüberschreitender Bergbaulehrpfad, beginnend beim städtischen Museum Krupka, über die Burg Krupka zum Bergbaumuseum Alter Martin (Starý Martin), weiter auf den Berg Komáří hůrka, mit einem Blick auf České středohoří, bergabwärts über die Kapelle des hl. Wolfgang über den Wanderübergang nach Fürstenau, wo er auf der deutschen Seite weiter führt.
- Kirche Mariä Himmelfahrt (Kostel Nanebevzetí Panny Marie), erbaut 1729–1733

## Söhne und Töchter des Ortes
- Eduard Joseph Machaczek (1815–1893), römisch-katholischer Theologe und Sachbuchautor
- Max Tandler (1895–1982), erzgebirgischer Mundartdichter
- Rudolf Hänsel (1920–2018), deutscher Pharmakologe